# Tetjana Filonjuk

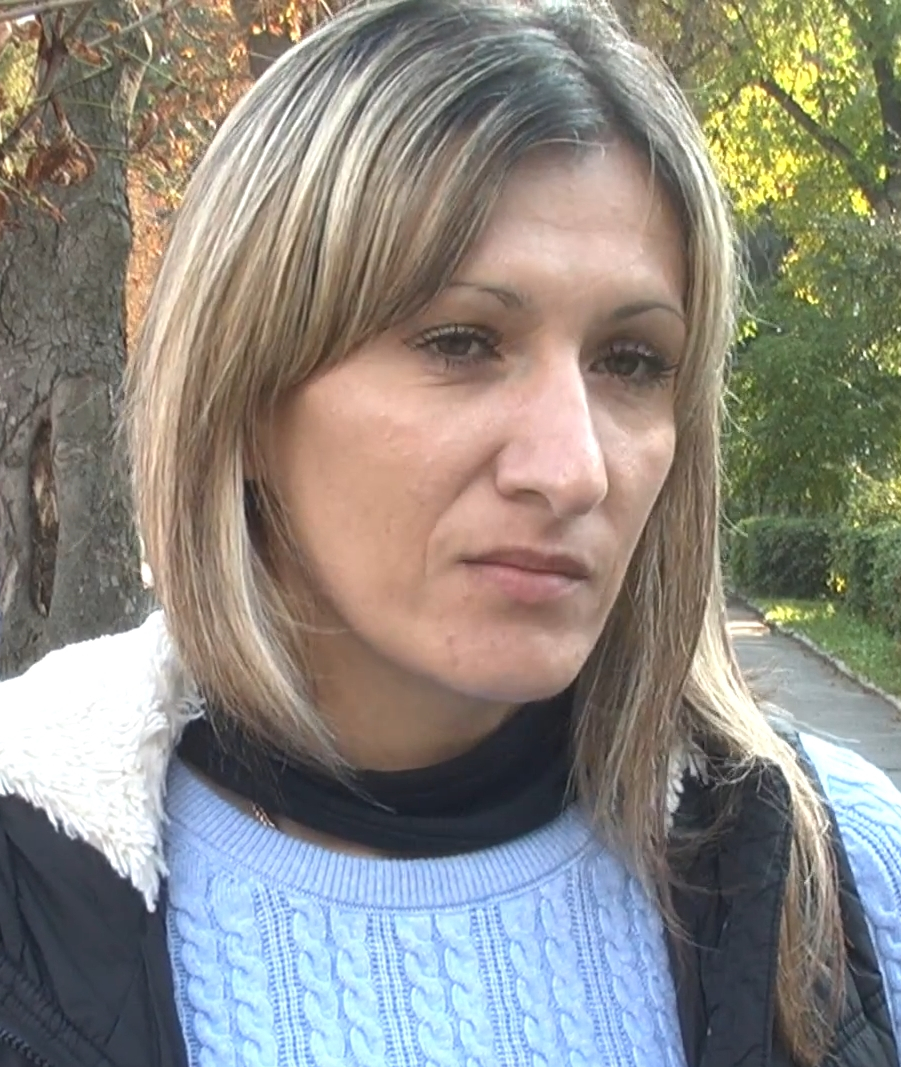
Tetjana Filonjuk (Oktober 2018)

Tetjana Anatolijiwna Filonjuk (ukrainisch Тетяна Анатоліївна Філонюк, engl. Transkription Tetyana Filonyuk; * 5. April 1984 in Nowoselyzja, Rajon Schepetiwka, Oblast Chmelnyzkyj) ist eine ukrainische Marathonläuferin.
2006 wurde sie nationale Meisterin in 2:39:57 h. Im Jahr darauf gewann sie den Ljubljana-Marathon in 2:34:58.
2008 wurde sie Sechste beim Paris-Marathon in 2:28:40 und qualifizierte sich damit für den Marathon der Olympischen Spiele in Peking, bei dem sie auf den 31. Platz kam.
2009 wurde sie Zweite beim Rom-Marathon in 2:27:43 und Zweite in Ljubljana in 2:26:55.
Beim Marathon der Europameisterschaften in Barcelona wurde sie Vierte, bekam aber später die Silbermedaille, weil die ersten beiden Läuferinnen des Dopings überführt wurden.